# Oxypetalum filamentosum
Oxypetalum filamentosum är en oleanderväxtart som beskrevs av Gustaf Oskar Andersson Malme. Oxypetalum filamentosum ingår i släktet Oxypetalum och familjen oleanderväxter. Inga underarter finns listade i Catalogue of Life.